# Harlequins Rugby League Club
El Harlequins Rugby League Club és un club de rugbi lliga anglès de la ciutat de Londres.

## Història
El rugbi XIII professional aparegué breument a Londres als anys 30 amb els London Highfield (els quals jugaren una temporada), Acton & Willesden (també una temporada) i Streatham & Mitcham (una temporada i mitja).
El juny de 1980, el Fulham Football Club anuncià la formació d'un club de rugbi XIII, el Fulham RL, que fou admès a la Rugbi League. Després de quatre temporades d'ascensos i descensos el club es desvinculà del club de futbol, deixant Craven Cottage per disputar els seus partits a Crystal Palace (1984-5 i 1990-3) i Chiswick Polytechnic Sports Ground (1985-90).
L'any 1991 adoptà el nom de London Crusaders, traslladant-se de Crystal Palace a Barnet Copthall el 1993. L'any 1994 fou comprat pel club australià Brisbane Broncos i adoptà el nom de London Broncos. L'any 1996 fou un dels clubs seleccionats per la nova Super Lliga i es traslladà a The Valley, feu del Charlton Athletic FC. Dos anys més tard es traslladà al camp del Harlequin de la rugby union l'Stoop Memorial Ground. Un nou trasllat, l'any 2002, fins a Griffin Park, seu del Brentford FC.
L'any 2005 arribà a un acord amb el club de rugbi XIII Harlequin F.C. i adoptà el nom de Harlequins RLC, retornant a l'estadi de Twickenham Stoop.

## Palmarès
- Finalista de la Superlliga europea de rugbi a 13:  1997
- Finalista de la Challenge Cup:  1999
- Campionat britànic de rugbi a 13-Segona Divisió : 1982-83

## Jugadors destacats
Jugadors internacionals mentre jugaven a Fulham / London Broncos / Harlequins.
- John Dalgreen, per Gran Bretanya jugant per Fulham 1982 1 cop
- Lee Greenwood, per Anglaterra jugant per London Broncos 2004 2 cops
- Sylvain Houles, per França jugant per London Broncos 2001 1 cop
- Rob Purdham, per Anglaterra jugant per Harlequins 2006 4 cops
- Paul Sykes, per Anglaterra jugant per London Broncos 2005 2 cops, per Gran Bretanya jugant per Harlequins 2007 1 cop